# Szlovénia zászlaja
Szlovénia ma is használt nemzeti zászlaját először 1991. július 25-én vonta fel. A zászló három vízszintes sávból áll, melynek színei felülről lefelé haladva fehér, kék és vörös. A színek részben a szláv trikolórból valók, részben pedig Szlovéniát jelképezik. A zászló rúdrészén, a fehér és kék sávok határán az ország címere helyezkedik el. A címer egy kétoldalt vörös szegélyű kék pajzs, amin a Triglav hegység csúcsai láthatók, alatta két hullámos sávval, ami az ország két legnagyobb folyóját a Drávát és a Szávát jelképezi, ugyanakkor e két hullám a tengerre is utal. A pajzs felső részén látható három aranyszínű, hatágú csillag Celje város címeréből származik.
A zászló oldalainak aránya 1:2.
A címerben található Triglav hegyet először a második világháborúban használták a szlovén partizánmozgalmak. Akkor a három hegy felett még vörös csillag volt. 1991-ben helyezték be a három csillagot, amely eredetileg a Cillei grófok csillaga volt.

A Szlovén Szocialista Köztársaság zászlaja 1945–1990

## Korábban használt zászlók

A függetlenség kikiáltása előtti hónapokban bevezetett ideiglenes zászló.

A Szerb–Horvát–Szlovén Királyság zászlajaként kék-fehér-vörös zászlót használt, rúdrészén a közös címerrel. A címer egy osztott koronázott pajzs volt, melynek első részén a szerb címer, másodikon a horvát, míg alul a szlovénokat jelképezve kék mezőn ezüst félholdat és három hatágú aranyszínű csillagot helyeztek el.
A második világháború után létrejött Jugoszlávia tagköztársaságaként Szlovénia az 1948-ban elfogadott zászlót használta, közepén ötágú, sárga szegélyű vörös csillaggal. A zászló oldalainak aránya 1:2 volt.

## Javaslatok és egyéb lobogók
- A szlovén nemzet zászlaja
- Tengerészeti lobogó
- Az 1990-es években javasolt állami lobogó
- 2003 környékén javasolt változat
- Igor Rehar festőművész 2003-ban előterjesztett zászlóterve
- 2023-ban heraldikusok által előterjesztett zászló
- Miha Dobrovoljc-féle javaslat (2003)
- Zoran Kovačevič-féle javaslat (2003)

## Történelmi zászlók
- Krajna tartomány zászlaja (hagyományos szláv színekkel)
- A Domobranstvo nevű második világháborús fasiszta kollaboráns szervezet által használt lobogó
- Szlovén tengelyszimpatizánsok zászlaja a második világháború alatt
- 1946-tól használt variánsa a Szlovén Szocialista Tagköztársaság lobogójának
- A szlovén partizánellenállók zászlaja
- A Szlovén Felszabadítási Front (Osvobodilna Fronta) zászlója a második világháborúban
- A Felszabadítási Front alternatív zászlaja

## A zászló színei
| Minta                                                    | Fehér                 | Kék               | Vörös             | Sárga               |
| -------------------------------------------------------- | --------------------- | ----------------- | ----------------- | ------------------- |
| CMYK                                                     | 0 0                   | 100 60 0 10       | 0 100 100 0       | 0 10 100 0          |
| RGB                                                      | 255-255-255 (#ffffff) | 0-0-255 (#0000FF) | 255-0-0 (#FF0000) | 255-255-0 (#FFFF00) |
| SCOTDIC Code 777—Int'l Colour Codification System (2034) | N1 N95                | N46 N722509       | N23 N074014       | N6 N197512          |
| [ 1 ]                                                    |                       |                   |                   |                     |

## Külső hivatkozások
- Flags of the World – Slovenia (angolul)
- Slovenian flag proposals (angolul)